# O.Torvald
O.Torvald (Oekraïens: Оторвальд) is een Oekraïense rockband.

## Biografie
De groep werd in 2005 opgericht in Poltava. Begin 2017 won het Vidbir, de Oekraïense preselectie voor het Eurovisiesongfestival, dat gehouden werd in het thuisland van de band. O.Torvald vertegenwoordigde het gastland met het nummer Time en werd er 24ste op 26 deelnemers.
In 2018 verhuisde de groep naar Polen, hun activiteit in het culturele leven nam enigszins af. Hoewel er in deze tijd verschillende nummers en clips zijn uitgebracht.

## Discografie
- 2008: O.Torvald
- 2011: W tobi
- 2012: Akustychnyy
- 2012: Vykorystovuy nas (ep)
- 2012: Prymat
- 2014: Ty Je
- 2016: #naschiljudywsjudy

## Afbeeldingen

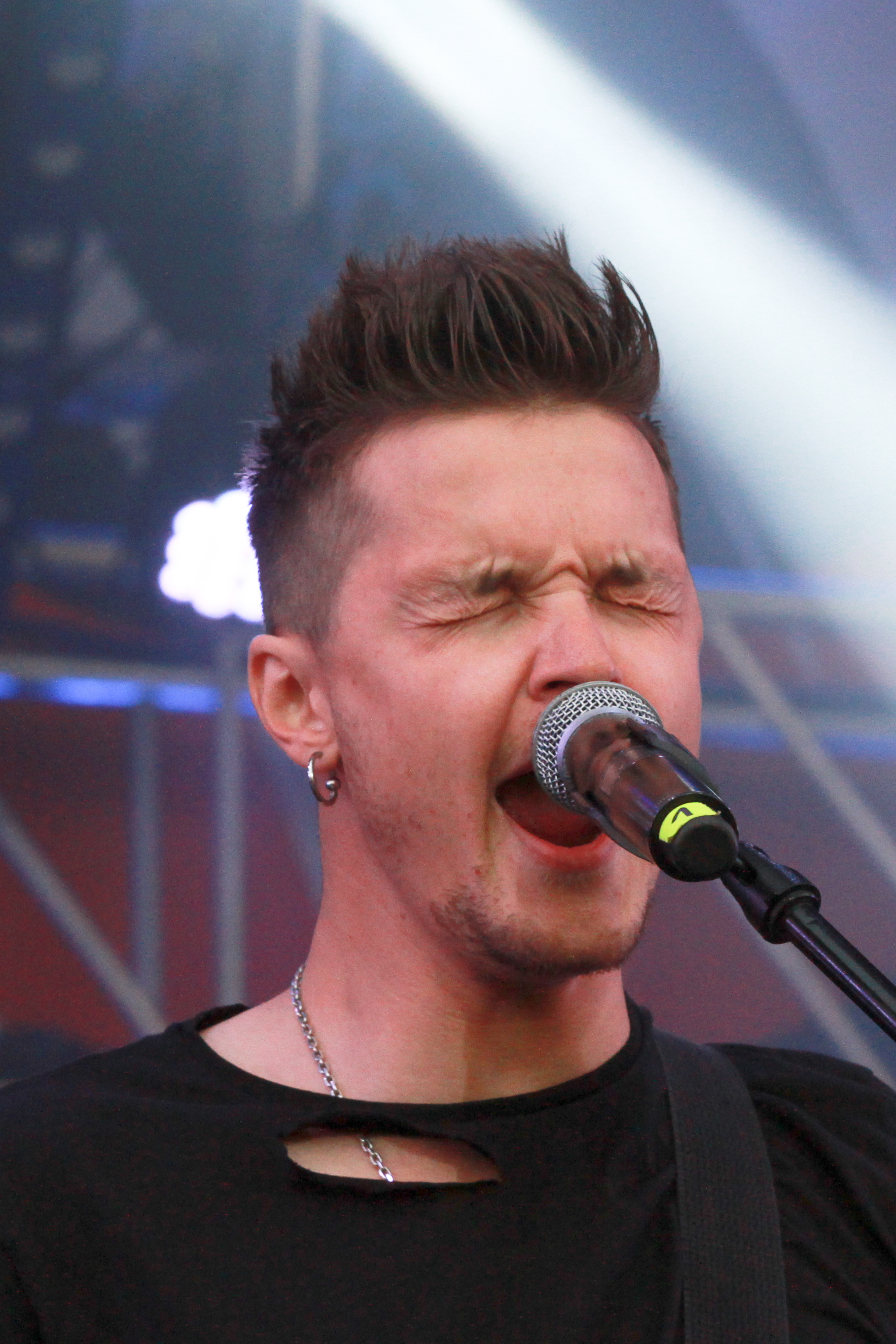
Jevhen Halich
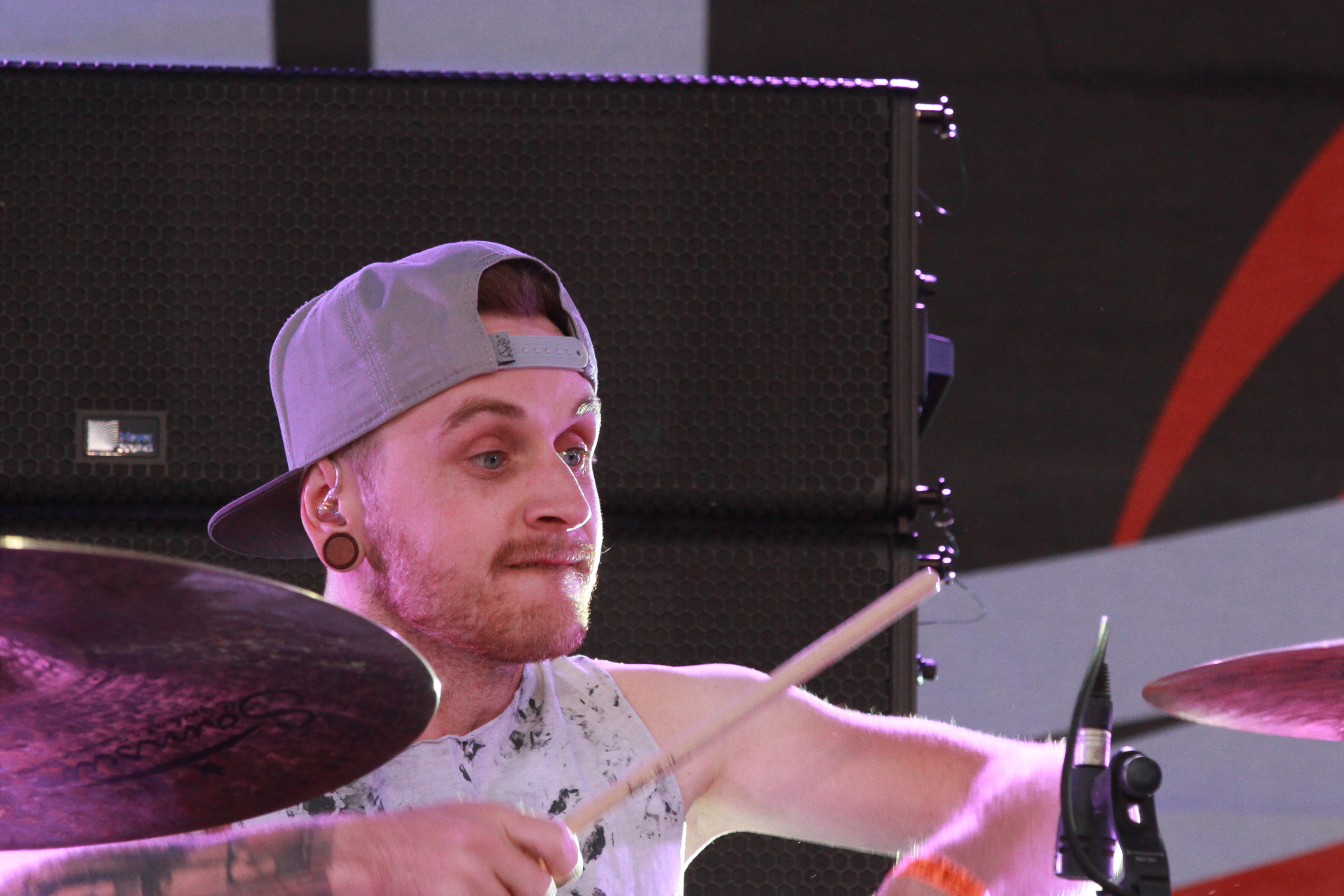
Oleksandr Solokha
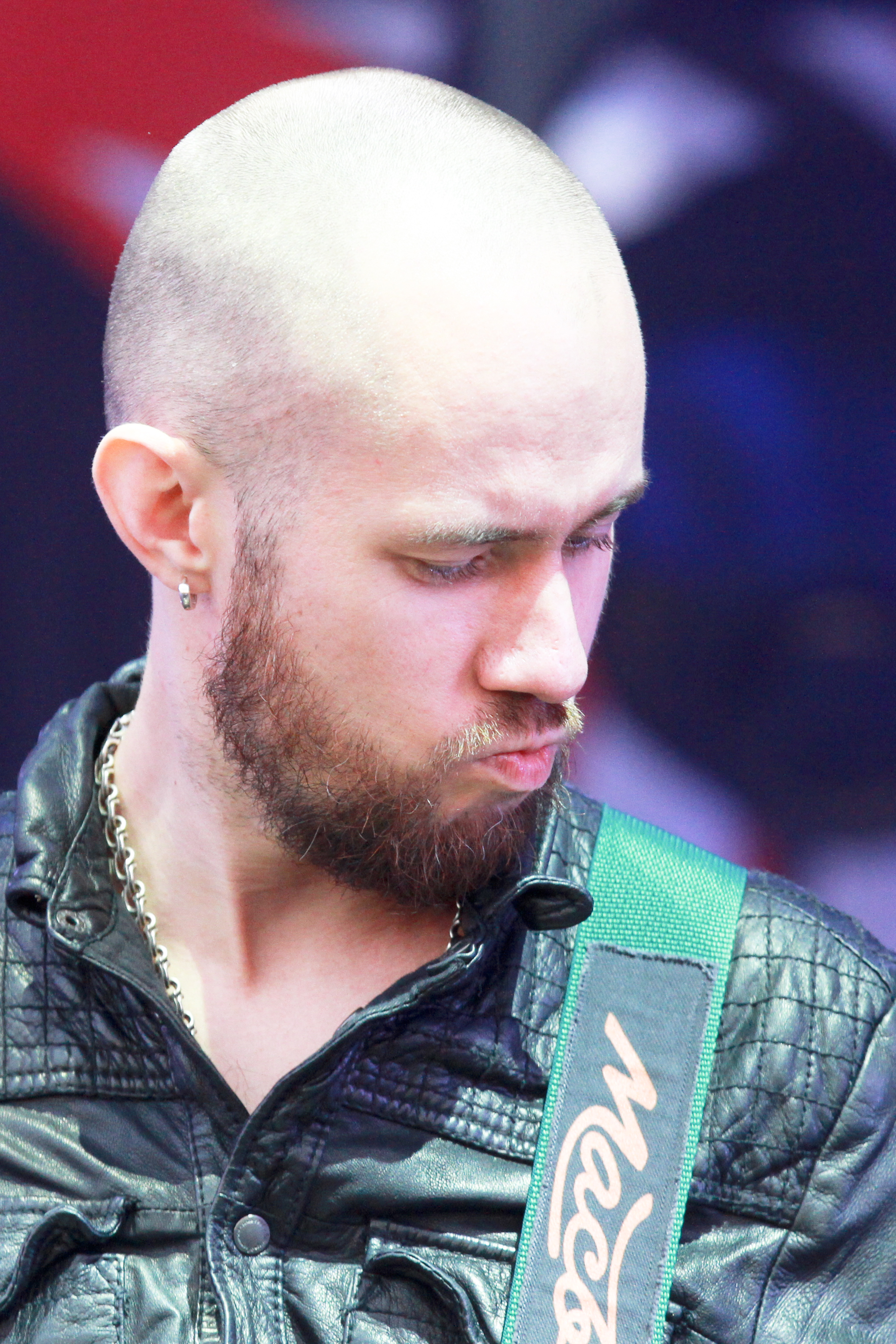
Denis Mizjoek
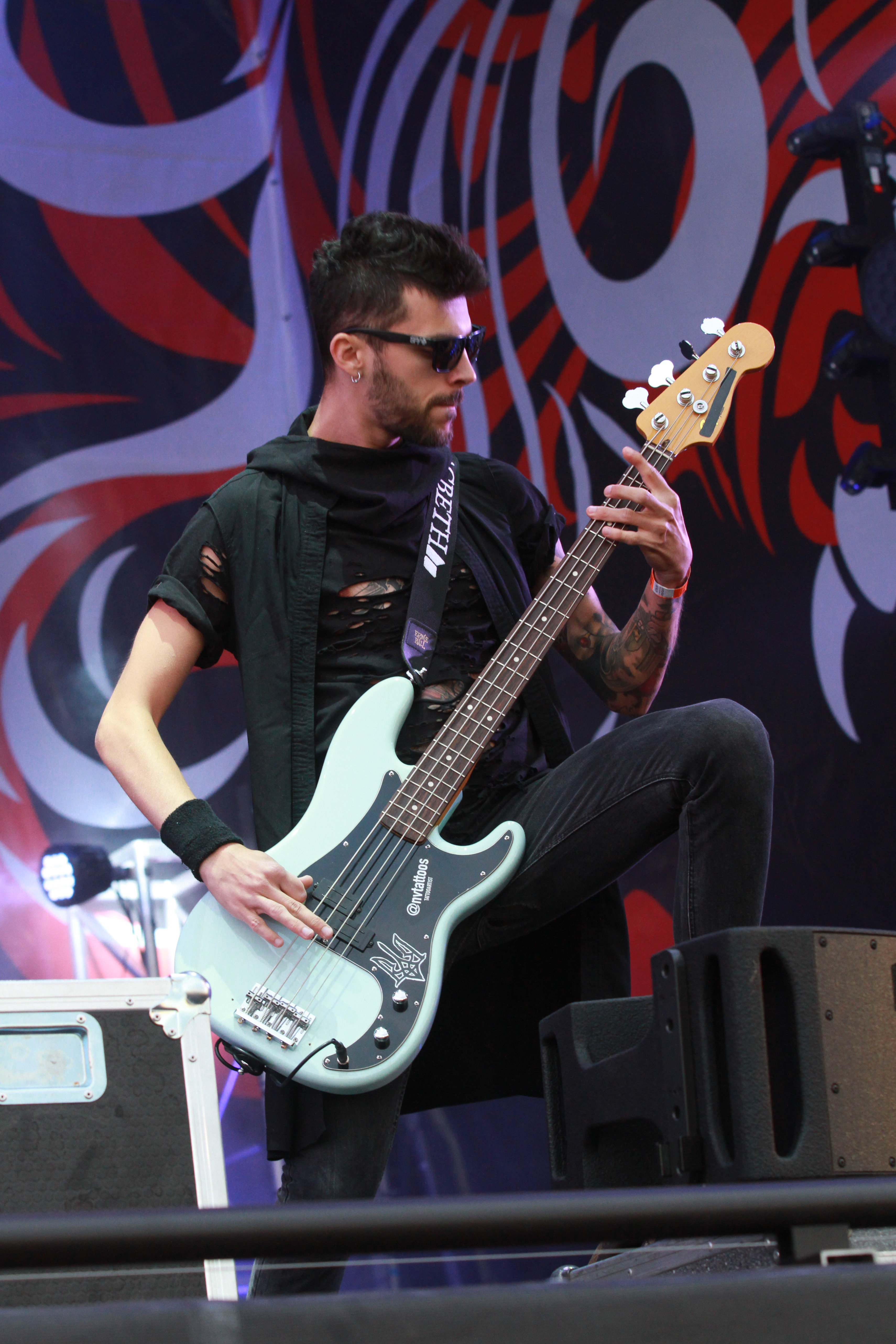
Mikita Vasiljev
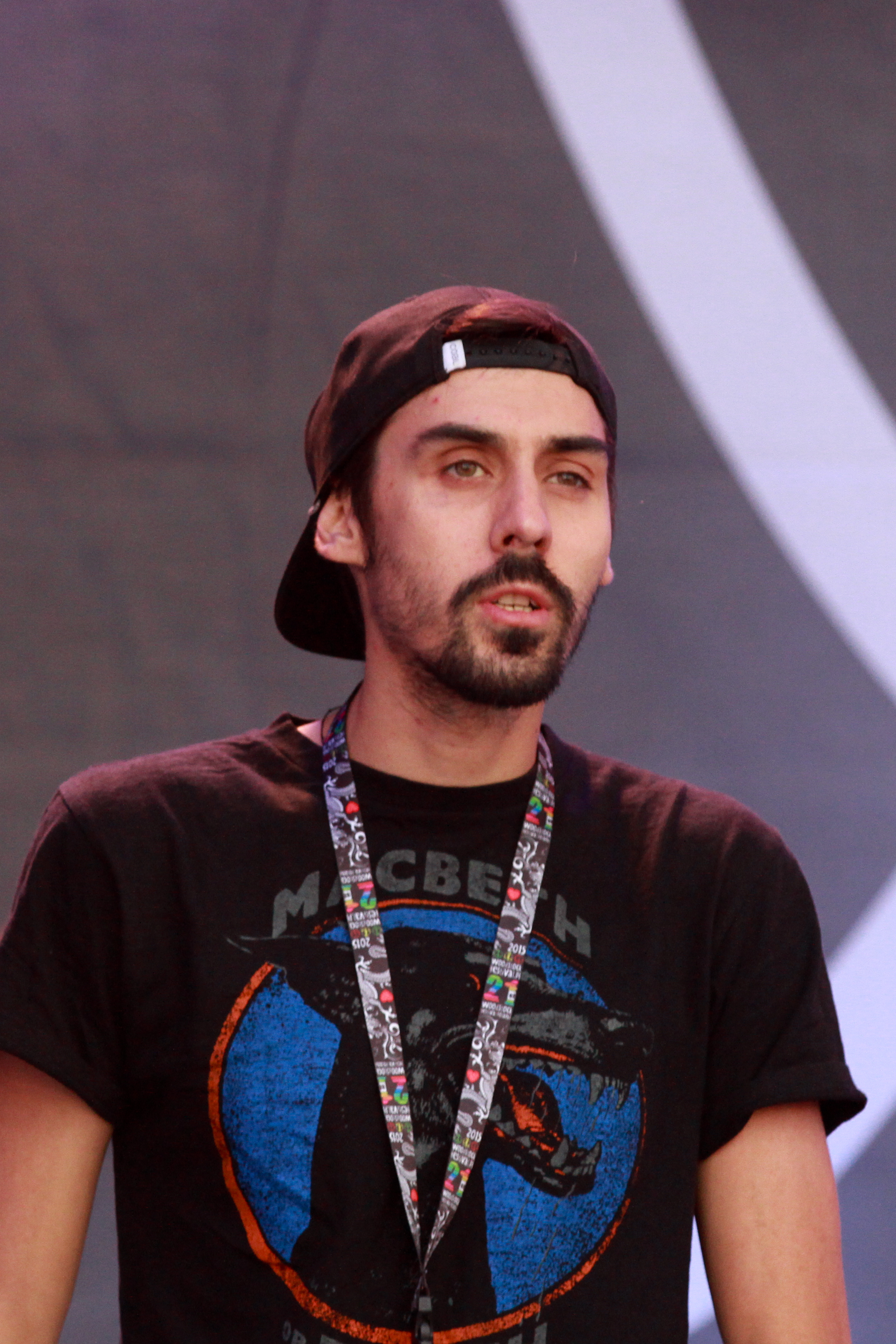
Mykola Rayda